# Джордж (окръг)
Вижте пояснителната страница за други значения на Джордж.
Окръг Джордж (на английски: George County) е окръг в щата Мисисипи, Съединени американски щати. Площта му е 1254 km², а населението - 19 144 души (2000). Административен център е град Лусдейл.